# Mabutsane
Mabutsane est une localité du Botswana.